# Cladonia confragosa
Cladonia confragosa är en lavart som beskrevs av S. Stenroos. Cladonia confragosa ingår i släktet Cladonia och familjen Cladoniaceae.   Inga underarter finns listade i Catalogue of Life.